# Fausto Vallejo Figueroa

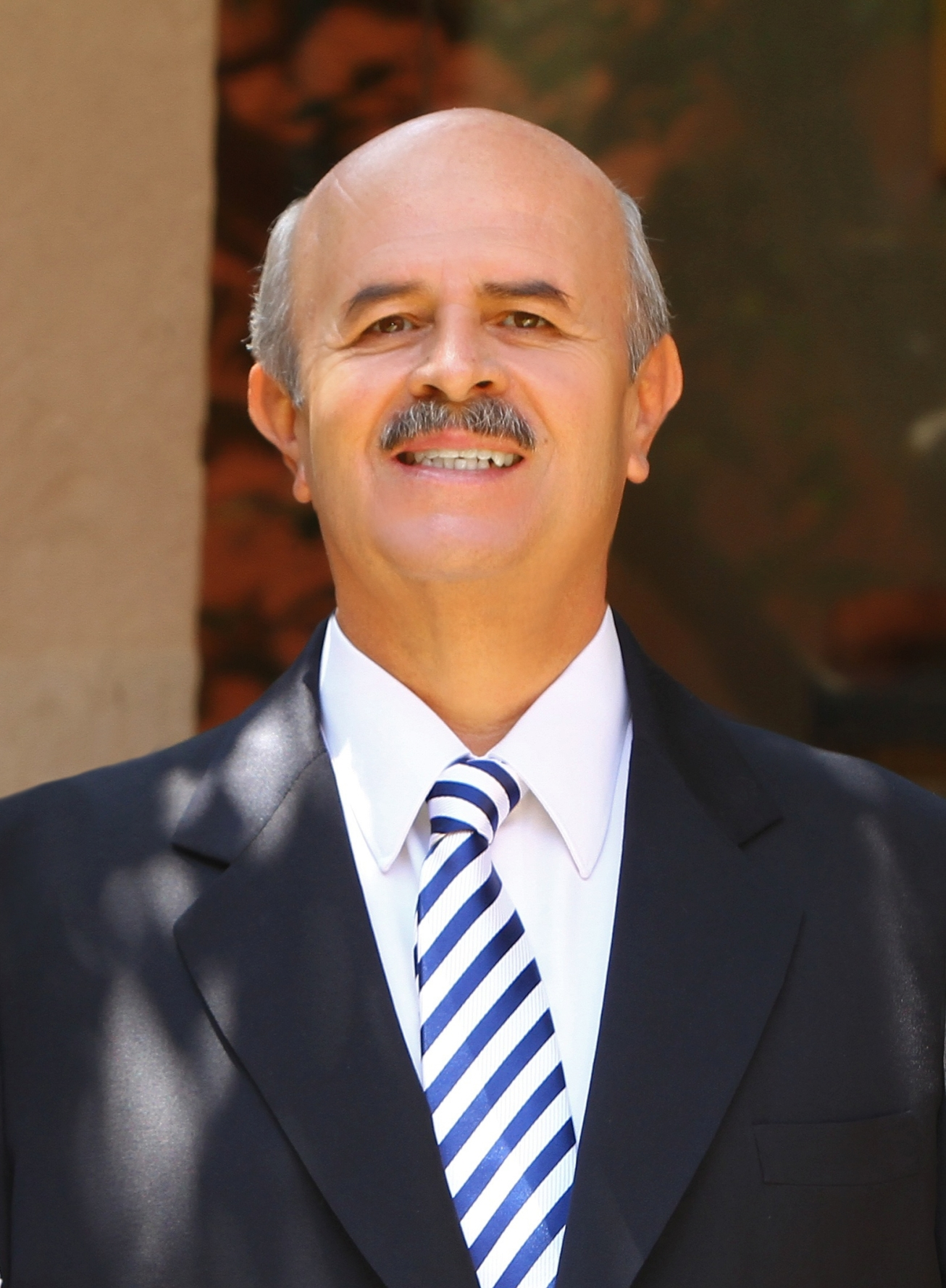
Fausto Vallejo Figueroa

Fausto Vallejo Figueroa (Morelia, 17 mei 1949) is een Mexicaans politicus van de Institutioneel Revolutionaire Partij (PRI). Tussen 2012 en 2014 was hij gouverneur van Michoacán.
Vallejo studeerde recht aan de Michoacaanse Universiteit van San Nicolás de Hidalgo (UMSNH) en haalde een doctoraat aan de Sorbonne. Vallejo was van 1988 tot 1994 secretaris van gouverneur Genovevo Figueroa Zamudio van Michoacán en vervolgens wethouder in Morelia. In 2006 deed hij vergeefs een gooi naar een zetel in de Mexicaanse Senaat. Vallejo is driemaal burgemeester van Morelia geweest, namelijk van 1994 tot 1995, van 2002 tot 2004 en van 2007 tot 2011.
In 2011 stelde Vallejo zich namens de PRI kandidaat voor het gouverneurschap van Michoacán. Deze verkiezing kreeg om verschillende redenen veel aandacht, niet in het minst vanwege het extreme drugsgweld en de hoge infiltratie van de drugskartels in de Michoacaanse politiek. Even werd zelfs gesproken over het annuleren van de verkiezingen. Voor de verkiezingen stelden vertegenwoordigers van de drie grote politieke partijen een voorstel op om in Michoacán, een van de weinige delen van het land waar alle drie de partijen ongeveer even sterk zijn, gezamenlijk een kandidaat te steunen van wie gegarandeerd zou worden dat deze geen banden zou onderhouden met de drugsmaffia, doch dit plan werd uiteindelijk afgeblazen. Vallejo's tegenstanders waren Luisa Calderón, zuster van president Felipe Calderón, namens de Nationale Actiepartij (PAN) en Silvano Aureoles Conejo namens de Partij van de Democratische Revolutie (PRD) van uitgaand gouverneur Leonel Godoy.
Vallejo versloeg met een krappe marge Calderón en trad in januari 2012 aan als gouverneur. Zijn gouverneurschap werd gekenmerkt door banden met de georganiseerde misdaad. In 2014 trad hij af.